# Cunèges
Cunèges ist eine französische Gemeinde mit 315 Einwohnern (Stand 1. Januar 2022) im Département Dordogne in der Region Nouvelle-Aquitaine (vor 2016: Aquitanien). Sie gehört zum Arrondissement Bergerac und zum Kanton Sud-Bergeracois.
Der Name in der okzitanischen Sprache lautet Cunèja. Er könnte sich vom lateinischen cuneus (deutsch Keil) oder aber von einer Villa in gallorömischer Zeit ableiten, die einem „Quinidius“ gehörte.
Die Einwohner werden Cunégeois und Cunégeoises genannt.

## Geographie
Cunèges liegt ca. 12 km südwestlich im Einzugsbereich (Aire urbaine) von Bergerac in der Region Bergeracois der historischen Provinz Périgord.
Cunèges setzt sich aus einem Zentrum und fünf Weilern zusammen: le Meyrand, la Font du Béarnais, le Claud, la Salle und le Maine de Noaille. Von den 598 Hektar des Gemeindegebiets sind 113 Hektar mit Weinbergen besetzt, 179 Hektar sind Felder und 197 Hektar Weiden und Wälder.
Umgeben wird Cunèges von den Nachbargemeinden:
|           | Gageac-et-Rouillac                          | Pomport  |
| Monestier | Kompassrose, die auf Nachbargemeinden zeigt |          |
| Thénac    |                                             | Sigoulès |

Cunèges liegt im Einzugsgebiet des Flusses Dordogne.
Die Gardonnette, einer seiner Nebenflüsse, fließt an der Grenze zu den nördlichen und nordöstlichen Nachbargemeinden Gageac-et-Rouillac und Pomport entlang. Ein Nebenfluss der Gardonnette, der Ruisseau du Vacher, hier auch Ruisseau le Brajaud genannt, fließt an der Grenze zu den westlichen Nachbargemeinden Gageac-et-Rouillac, Monestier und Thénac entlang und mündet in die Gardonnette am äußersten nordwestlichen Zipfel des Gemeindegebiets.

## Geschichte
Im Ancien Régime war Cunèges eine bedeutende Pfarrgemeinde. Deshalb wurde sie Hauptort eines Kantons unter der Konstituanten, der Nationalversammlung zu Beginn der Französischen Revolution. Erst 1817 wurde der Hauptort des Kantons nach Sigoulès verlegt.

### Toponymie
Toponyme und Erwähnungen von Cunèges waren:
- Cunea (13. Jahrhundert),
- Quinogium (1365, Kastellanei von Puyguilhem),
- Cuneria (1554, Schild der Bistümer Périgueux und Sarlat),
- Cuneges (1750 und 1793, Karte von Cassini bzw. Notice Communale),
- Cunéges (1801 und 1873, Bulletin des Lois bzw. Dictionnaire topographique du département de la Dordogne).[5][8][9][7]

### Einwohnerentwicklung
Nach Beginn der Aufzeichnungen stieg die Einwohnerzahl in der Mitte des 19. Jahrhunderts auf einen Höchststand von rund 505. In der Folgezeit sank die Größe der Gemeinde bei kurzen Erholungsphasen bis zu den 1970er Jahren auf rund 195 Einwohner, bevor eine moderate Wachstumsphase bis nach der Jahrtausendwende einsetzte, die bis heute stagniert.
| Jahr      | 1962 | 1968 | 1975 | 1982 | 1990 | 1999 | 2006 | 2010 | 2022 |
| --------- | ---- | ---- | ---- | ---- | ---- | ---- | ---- | ---- | ---- |
| Einwohner | 249  | 214  | 194  | 206  | 201  | 255  | 308  | 304  | 315  |

## Sehenswürdigkeiten

### Pfarrkirche Saint-Barthélemy
Sie geht bis auf das 13. Jahrhundert zurück. Die dem Apostel Bartholomäus geweihte Kirche besitzt ein breites Gewölbe und ein massives Eingangsportal. Ihre Glocke ist 1771 von einem gewissen Soyer gegossen worden. Die vorherige Glocke war gesprungen und Soyer verwendete die Bronze der alten für den Guss der neuen Glocke. Die Legende besagt, dass selbst die Gemeindemitglieder Silbermünzen und Schmuck dazu beigetragen haben. Die Glocke wiegt ca. 350 kg.
Das Kircheninnere birgt eine Statue der Schmerzensmutter. Das 115 cm große Werk ist polychrom bemalt aus Holz gefertigt und datiert aus dem 17. Jahrhundert. Maria ist stehend dargestellt mit einem Schwert in ihrer Brust. Die Statue ist seit dem 18. Mai 1961 als bewegliches Objekt als Monument historique klassifiziert.

## Wirtschaft und Infrastruktur
Cunèges liegt in den Zonen AOC des Bergerac mit den Appellationen Bergerac und Côtes de Bergerac.

### Sport und Freizeit
- Der Fernwanderweg GR 6 von Sainte-Foy-la-Grande (Département Gironde) nach Saint-Paul-sur-Ubaye (Département Alpes-de-Haute-Provence) und der Fernwanderweg GR 654 von Namur in Belgien über Vézelay nach Saint-Jean-Pied-de-Port führen über einen kleinen Teil des Gebiets der Gemeinde. Der GR 654 folgt der Via Lemovicensis, einem der vier Jakobswege in Frankreich.[14][15]

- Der Rundweg Boucle de Cunèges besitzt eine Länge von 11 km bei einem Höhenunterschied von 81 m. Er führt vom Zentrum durch das Gebiet der Gemeinde.[16]

### Verkehr
Die Route départementale 15 durchquert Cunèges und verbindet die Gemeinde im Norden bei Gardonne mit der Achse Bordeaux–Bergerac und im Süden mit Sigoulès. Die D16 durchquert Cunèges von West nach Ost und verbindet die Gemeinde mit den Nachbargemeinden Monestier und Pomport.